# Palacio de Sotofermoso

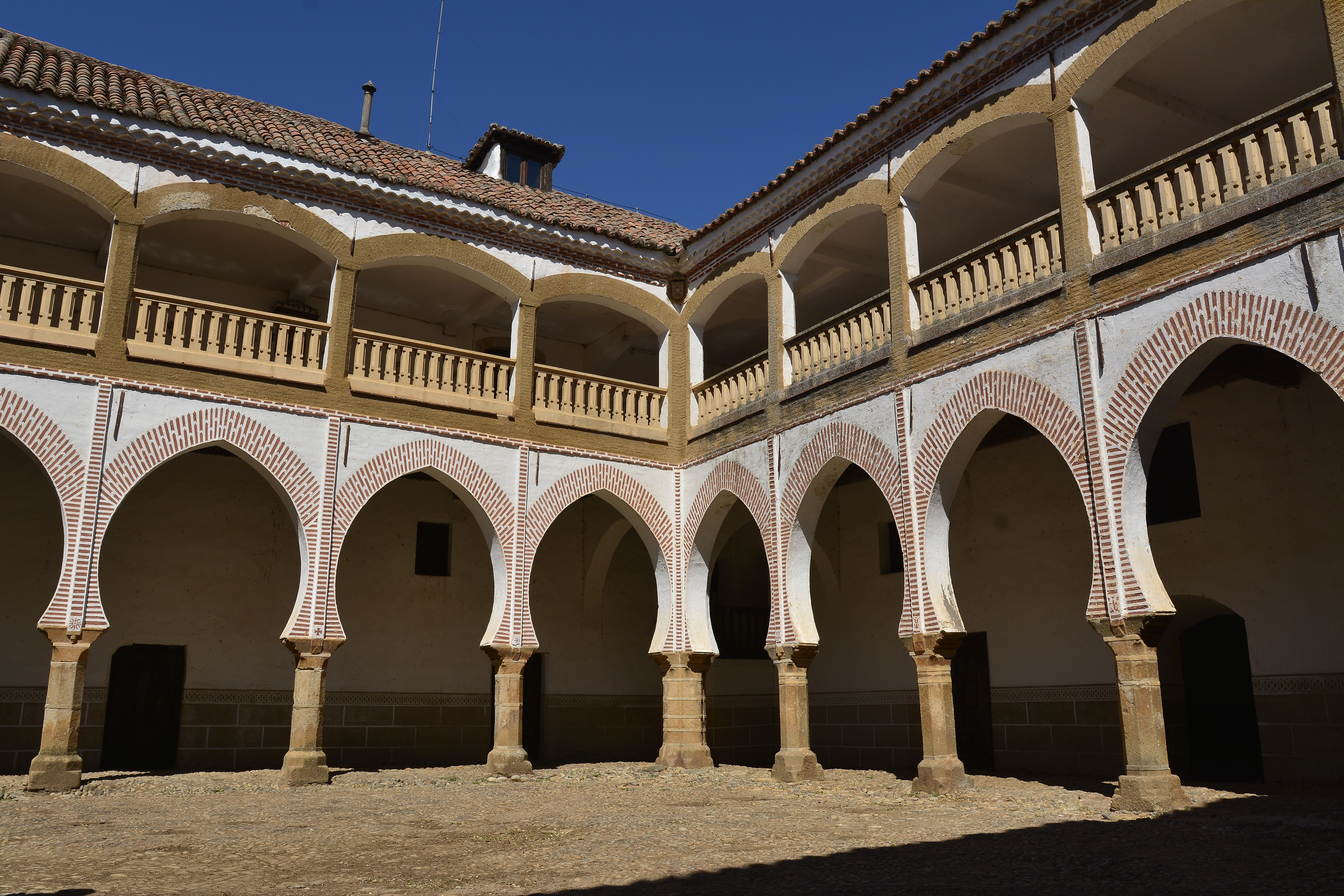
Abadía del palacio.

El palacio de Sotofermoso es una fortaleza-palacio situada en la localidad española de Abadía, en el norte de la provincia de Cáceres.

## Historia
El palacio de Soto Fermoso fue construido originalmente como fortaleza templaria, pasando a ser sobre el siglo XII o XIII la abadía cisterciense que le dio nombre al pueblo y, por último, palacio de la Casa de Alba. Perteneció a la casa Ducal de Alba desde mediados del siglo XV hasta comienzos del XX. 
El edificio, de planta cuadrada, se encuentra en un lugar de gran belleza. El patio es mudéjar, de dos plantas, y está formado por una doble galería de cinco arcos en cada lado, siendo los arcos inferiores de herradura apuntados y mudéjares del siglo XVI y los superiores escarzanos del mismo siglo, con los escudos heráldicos de la Casa de Alba en las esquinas. En torno a este patio se distribuyen las habitaciones. 

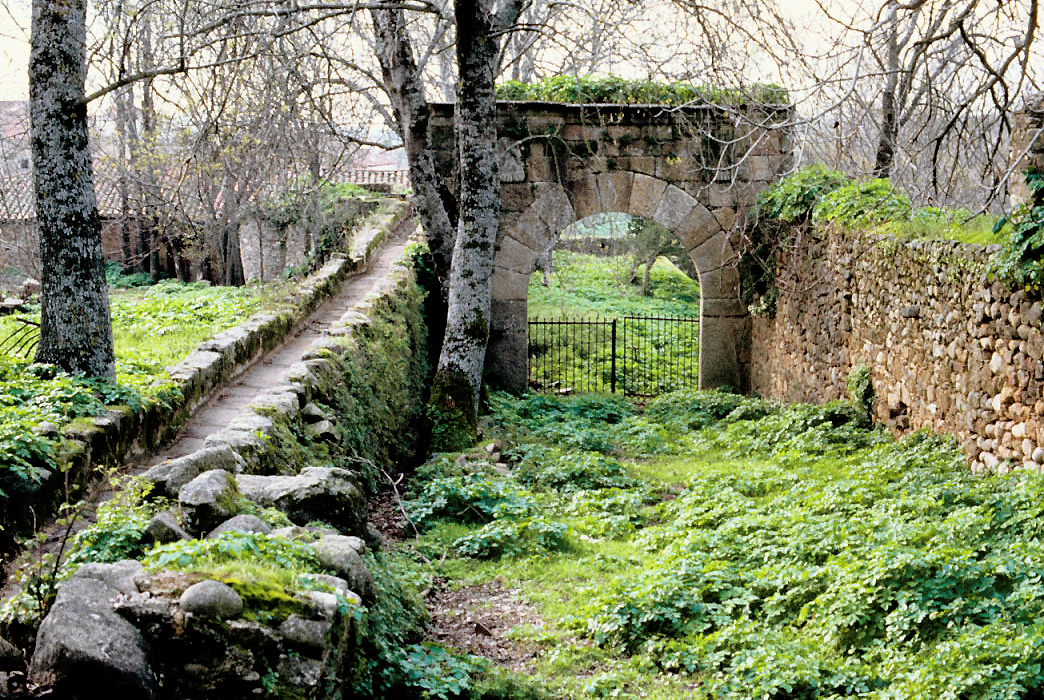
Estado de los jardines del palacio en la década de 1970

El jardín del palacio era renacentista y fue creado por orden de Fernando Álvarez de Toledo, duque de Alba. En él se mezclaban construcciones arquitectónicas y escultóricas, pinturas, estucos con diversas especies vegetales y artificios de agua. En la actualidad se encuentra muy deteriorado y sólo se conservan algunas partes del jardín, como la estatua de Andrómeda.
El palacio fue antiguamente un centro cultural y artístico de gran importancia, además de academia literaria de italianos y flamencos, por el que pasaron artistas como Garcilaso de la Vega y Lope de Vega.

## Conservación
Se encuentra protegido bajo la declaración genérica del Decreto de 22 de abril de 1949, y la Ley 16/1985 sobre el Patrimonio Histórico Español y tiene la consideración de BIC (Bien de Interés Cultural) (fue declarado Monumento histórico-artístico perteneciente al Tesoro Artístico Nacional mediante decreto de 3 de junio de 1931).

## Galería de imágenes

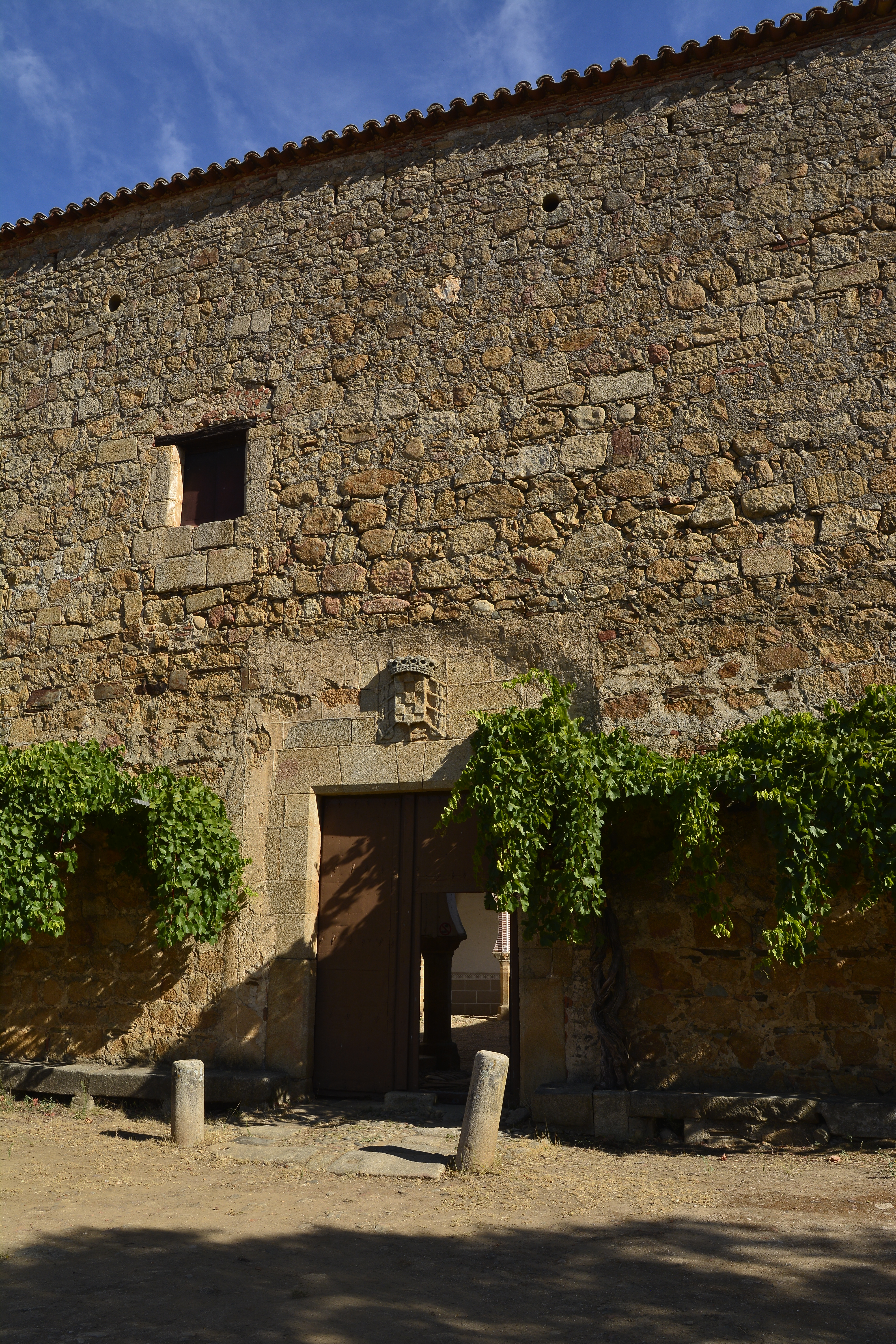
Vista del palacio.
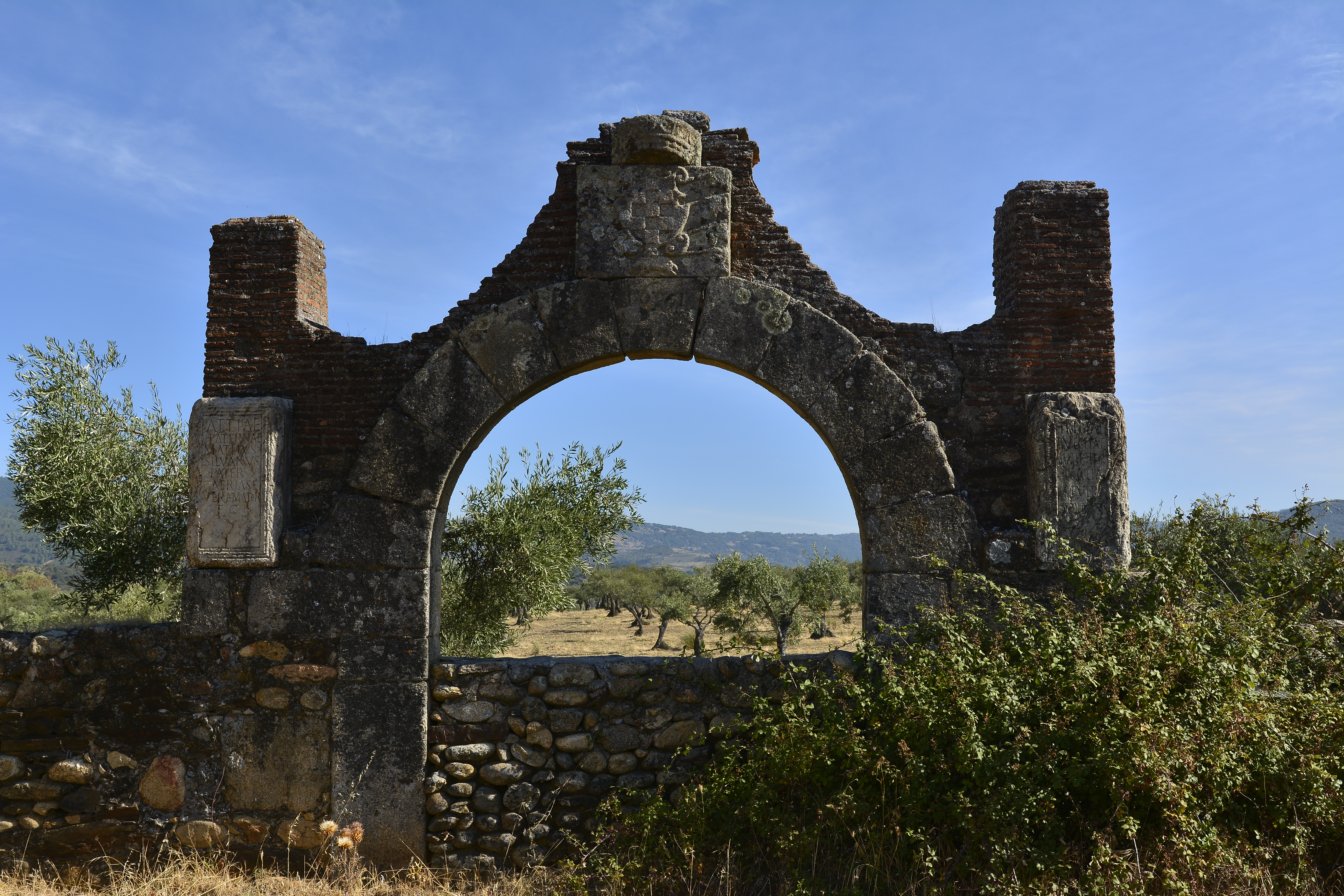
Arco del palacio.
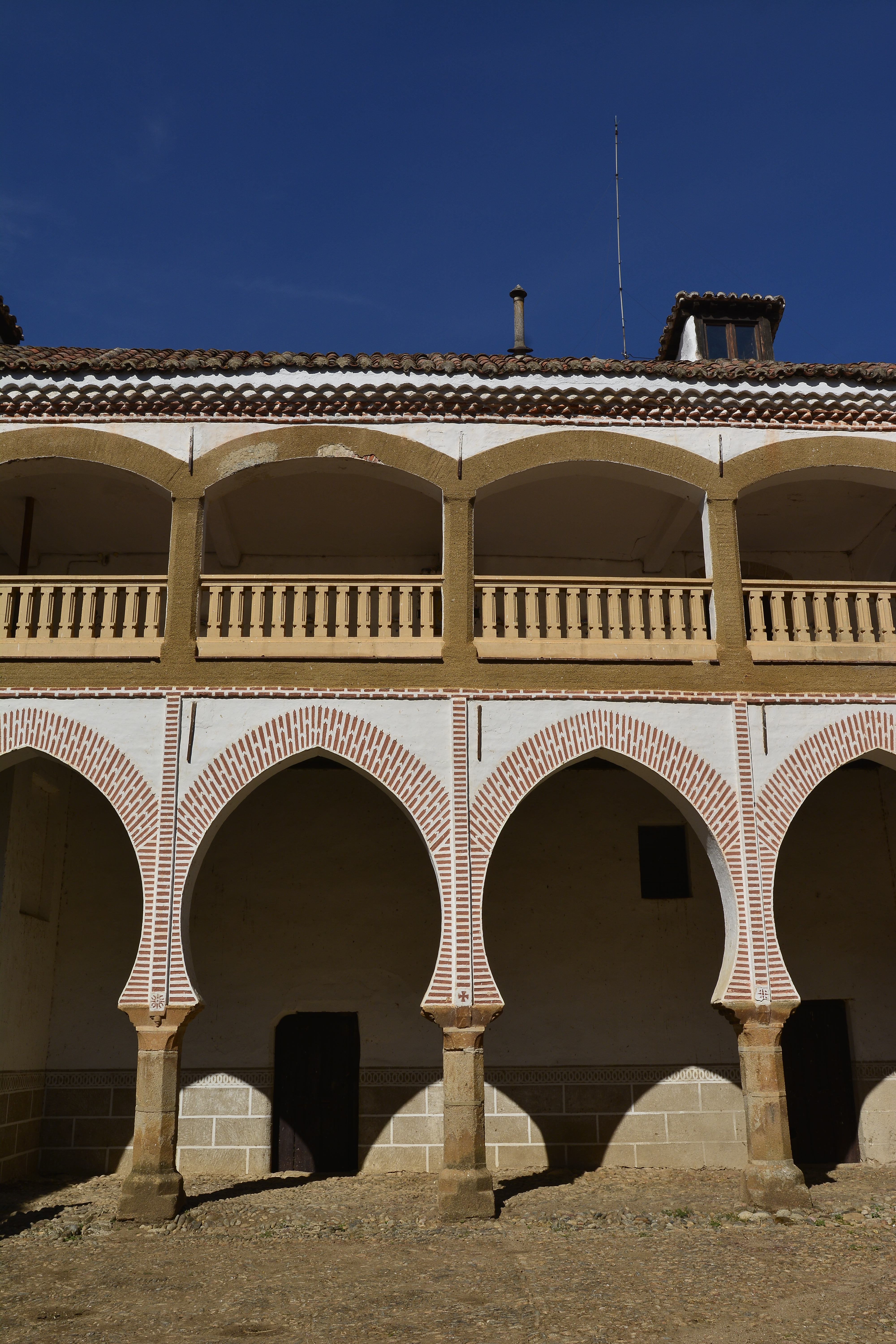
Abadía.
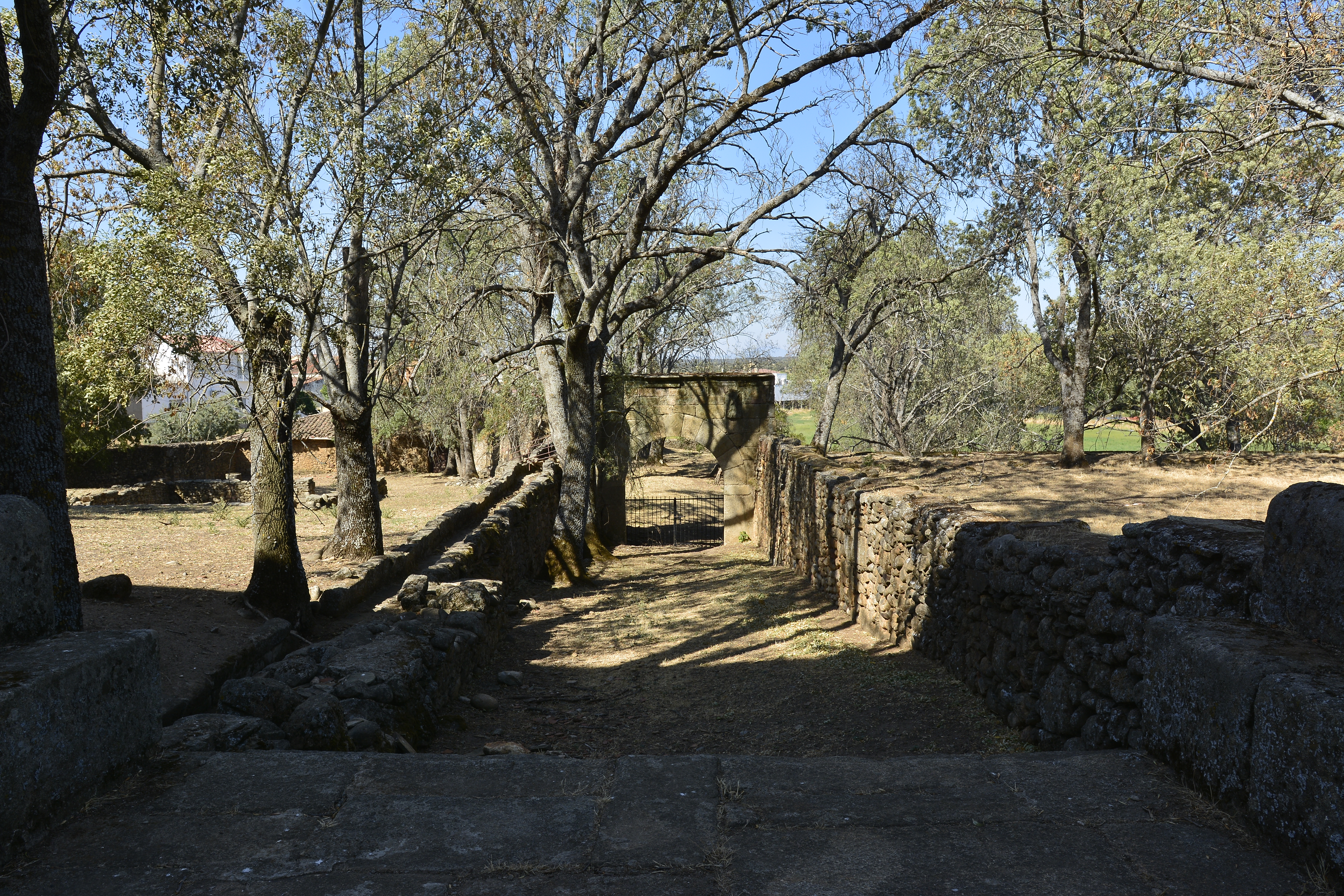
Vista de los jardines.
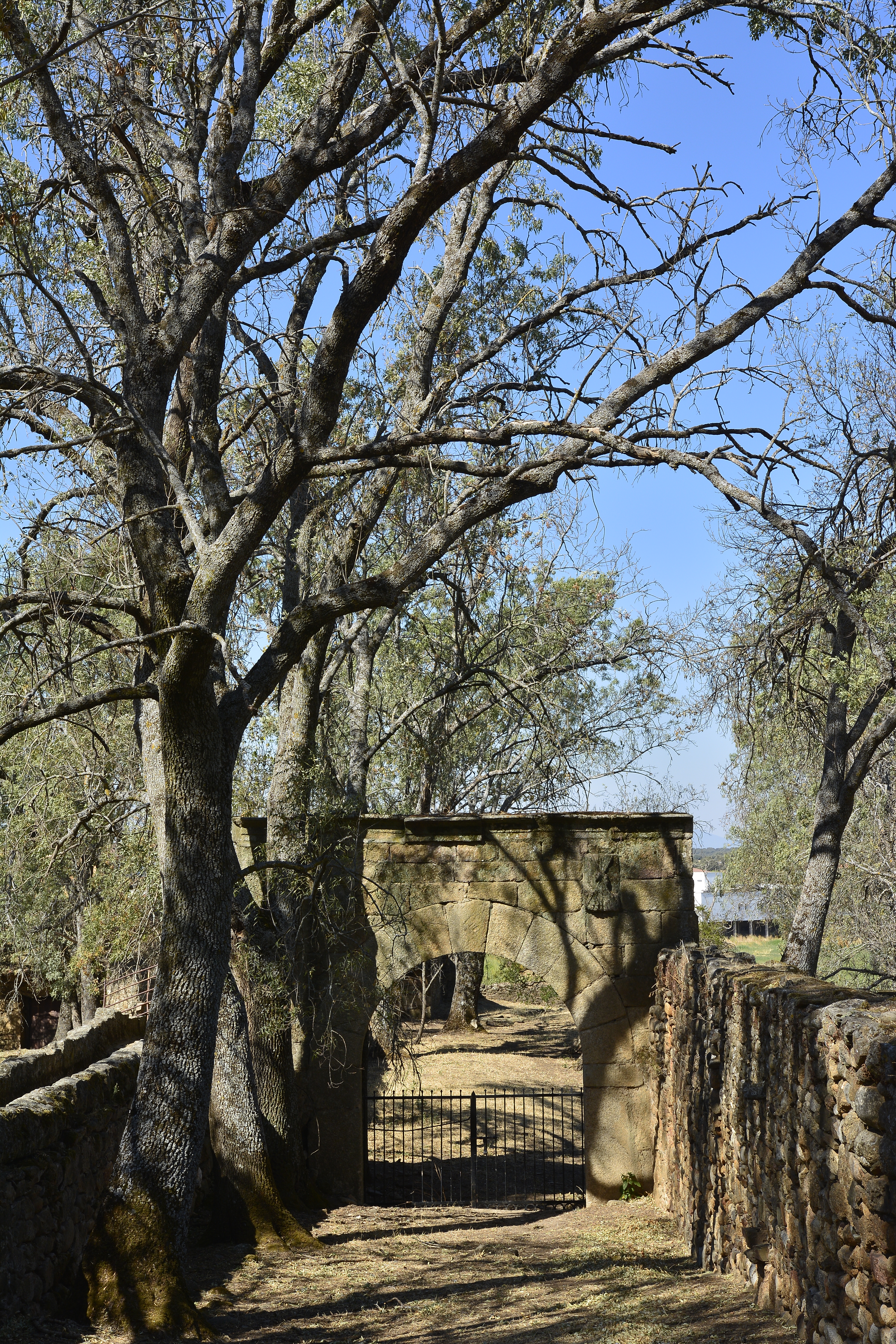
Otra vista de los jardines.
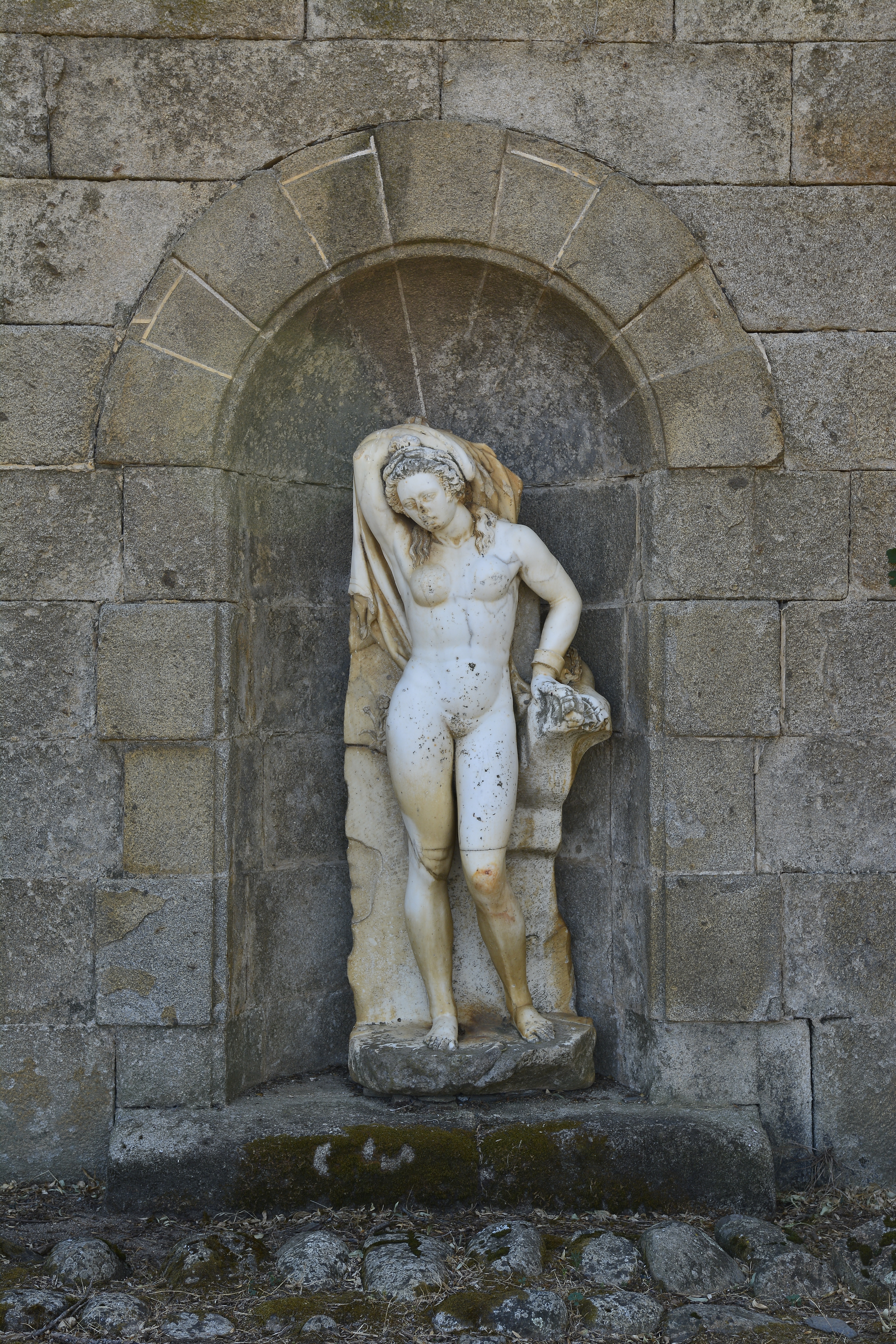
Estatua en los jardines.